# Bonner Springs
Bonner Springs är en stad (city) i Johnson County, Leavenworth County, och  Wyandotte County, i delstaten Kansas, USA. Enligt United States Census Bureau har staden en folkmängd på 7 346 invånare (2011) och en landarea på 40,7 km².